# ダグ・フィスター
ダグラス・ウィルデス・フィスター (Douglas Wildes Fister, 1984年2月4日 - ) は、アメリカ合衆国カリフォルニア州マーセド郡マーセド出身の元プロ野球選手 (投手) 。右投左打。愛称はフィスト(Fist)。

## 経歴

### プロ入り前
2004年、カリフォルニア州にあるマーセド・コミュニティカレッジ在籍時、MLBドラフト49巡目（全体1451位）でサンフランシスコ・ジャイアンツから指名を受けたが、契約せずにカリフォルニア州立大学フレズノ校に進んだ。なお、フレズノ校では学業成績優秀な生徒であり、建築士を志していた。
2005年にも、MLBドラフト6巡目（全体199位）でニューヨーク・ヤンキースから指名を受けたが、この時も契約しなかった。

### プロ入りとマリナーズ時代
2006年、MLBドラフト7巡目（全体201位）でシアトル・マリナーズから指名を受け、6月7日に契約した。同年からマイナーリーグA-級のエバレット・アクアソックスでプレーを開始し、20試合の登板・うち4試合が先発登板で、防御率2.25・3勝5敗4セーブ・WHIP1.15という成績を残した。
2007年はAA級ウェストテン・ダイヤモンドジャックスに所属し、24試合の先発登板で防御率4.60・7勝8敗（勝率.467）、WHIP1.44という成績を残した。
2008年もAA級ウェストテンでプレーし、31試合の登板（23試合が先発登板）で防御率5.43・6勝14敗・WHIP1.49という成績を記録、防御率・WHIP共に2年連続で悪化したほか、デビューから3年連続で負け越した。この頃はマイナーの先発ローテーションにさえ定着出来ない実力であった。
2009年8月7日、AAA級タコマ・レイニアーズからメジャーに昇格し、翌日のタンパベイ・レイズ戦でメジャーデビュー、そして8月16日のヤンキース戦でメジャー初勝利を挙げた。同年は11試合に登板、うち10試合に先発登板して防御率4.13・3勝4敗・WHIP1.28という成績を残した。なお、この年マイナーではAAA級タコマ以外にAA級ウェストテンでも2試合に登板しており、マイナー合算では24試合（先発17試合）の登板で、6勝4敗、防御率3.81、11四球、79奪三振、WHIP1.35を記録した。
2010年は、5月終了時点で10試合に先発登板して防御率2.45・3勝3敗と好投していたが、6月初旬に右肩を痛めて故障者リスト入りした。復帰後（6月26日の登板以降）は、18試合に先発登板で防御率5.24・3勝11敗と負け越した。トータルでは、28試合の先発登板で防御率4.11・6勝14敗・WHIP1.28という成績だったが、メジャー2年目で規定投球回に達した。
2011年は、7月末の時点で21試合に先発登板し、防御率3.33・WHIP1.17という好成績を残していたが、3勝12敗と負け越していた。

### タイガース時代
2011年7月30日にフランシスコ・マルティネス、チャーリー・ファーブッシュ、キャスパー・ウェルズ、チャンス・ラフィンとのトレードで、デビッド・ポーリーと共にデトロイト・タイガースへ移籍した。タイガース移籍後は、得点援護が十分であった事や、アレックス・アビラ捕手との相性が良かった事が影響し、特に最後の8試合は全て1失点以内に抑える好投を見せ、11試合の登板・うち10試合が先発登板で、防御率1.79・8勝1敗・WHIP0.84という成績をマークした。2チーム合算では、32試合・216.1イニングの登板で防御率2.83・11勝13敗・WHIP1.06という成績で、キャリア初の防御率2.00台・二桁勝利・200.0イニングを記録した。自身初のポストシーズンでは、ディビジョンシリーズでは2試合の登板で防御率6.52だったが、ALCSでは防御率2.45・WHIP0.96という内容を記録した。
2012年は4月と6月に2度故障者リスト入りしたが、レギュラーシーズンでは26試合に先発登板して防御率3.45・10勝10敗・WHIP1.19を記録、2年連続二桁勝利を挙げた。ポストシーズンでは、ワールドシリーズの第2戦でライナーが頭部に直撃する事態に見舞われたが、7回途中まで1失点に抑える好投を見せた。
2013年は、33試合中32試合に先発登板し、うち22試合でクオリティ・スタートをマークする安定感を発揮。防御率3.67・14勝9敗・WHIP1.31・44四球・159奪三振という成績を残し、勝利数 (当時) や奪三振で自己ベストを更新した。ポストシーズンでも、2試合に登板して好投した。

### ナショナルズ時代
2013年12月2日にスティーブ・ロンバードッジ、イアン・クロール、ロビー・レイとのトレードで、ワシントン・ナショナルズへ移籍した。
2014年2月1日にナショナルズと1年契約に合意した。3月29日に肘の炎症で15日間の故障者リスト入りした。5月9日のオークランド・アスレチックス戦で復帰したが、4.1回を9安打7失点と抑えられず、敗戦投手となった。その後、8月にメラノーマの切除手術を受けた影響で打ち込まれた時期もあったが、25試合の先発登板で規定投球回には到達。防御率2.41はリーグ4位、16勝はリーグ7位にランクインし、シーズン終了後のサイ・ヤング賞投票では8位に入った。
2015年7月29日にジョナサン・パペルボンの加入に伴い、背番号を58から33に変更した。この年は、ピッチングの約6割を占めるツーシームの球速が低下して長打を打たれる場面が増えた為、8月になってリリーフに回った。最終的には25試合に登板 (15試合が先発) し、防御率4.19・5勝7敗1セーブ・WHIP1.40という成績を記録、5年ぶりの防御率4.00以上・10勝未達だった一方、自身初のメジャーでのセーブを挙げた。オフの11月2日にFAとなった。

### アストロズ時代
2016年1月28日、ヒューストン・アストロズと1年700万ドルで契約を結んだ。背番号は再び58となった。アストロズでは32試合に先発登板し、防御率4.64・12勝13敗・WHIP1.43という成績を記録した。2年ぶりに規定投球回に到達して2ケタ勝利も挙げたが、防御率とWHIPは2年連続で悪化した。オフの11月3日にFAとなった。

### エンゼルス傘下時代
2017年5月末に、ロサンゼルス・エンゼルスと契約を結んだ。ここでは、AAA級のソルトレイク・ビーズで3試合に先発登板し、防御率4.02・1勝無敗・WHIP1.34を記録していたが、メジャーで登板する機会がないまま、6月23日にウェイバーに掛けられた。

### レッドソックス時代
ウェイバーにかけられた2017年6月23日、ボストン・レッドソックスと契約を結んだ。6月25日のエンゼルス戦で先発したが、6.0回3失点の投球で敗戦投手となった。この年は18試合中15試合に先発登板したが、メジャーデビュー年以来8年ぶりに100.0イニング未達に終わり、防御率（4.88）は3年連続で悪化、5勝9敗は3年連続で負け越しという結果だった。オフの11月2日にFAとなった。

### レンジャーズ時代
2017年11月28日にテキサス・レンジャーズと1年350万ドルで契約を結んだ。
2019年2月13日に引退を表明した。

## 投球スタイル
フィスター自身「僕はゴロを打たせることに主眼を置いているシンカーボーラー」と話しており、打たせて取るタイプの技巧派である。
球速は、一時140キロ台半ばだった頃もあったが、140キロ前後（140キロ台前半）である。持ち球は、ツーシーム・シンカーが主体であり、他にチェンジアップ・カーブ・カッター・スライダー等を投げる。速球のシーズン平均球速が90mph（約144.8km/h）を超えたのはメジャー昇格後では2011年の1回だけで、その他の年は88～89mph（141～144km/h）程度である。
プレッシャーのかかる場面に強く、ポストシーズンでも好投している。

## 詳細情報

### 年度別投手成績[4][33]
| 年 度     | 球 団     | 登 板 | 先 発 | 完 投 | 完 封 | 無 四 球 | 勝 利 | 敗 戦 | セ 丨 ブ | ホ 丨 ル ド | 勝 率 | 打 者 | 投 球 回 | 被 安 打 | 被 本 塁 打 | 与 四 球 | 敬 遠 | 与 死 球 | 奪 三 振 | 暴 投 | ボ 丨 ク | 失 点 | 自 責 点 | 防 御 率 | W H I P |
| --------- | --------- | ----- | ----- | ----- | ----- | -------- | ----- | ----- | -------- | ----------- | ----- | ----- | -------- | -------- | ----------- | -------- | ----- | -------- | -------- | ----- | -------- | ----- | -------- | -------- | ------- |
| 2009      | SEA       | 11    | 10    | 0     | 0     | 0        | 3     | 4     | 0        | 0           | .429  | 256   | 61.0     | 63       | 11          | 15       | 0     | 2        | 36       | 1     | 0        | 29    | 28       | 4.13     | 1.28    |
| 2010      | SEA       | 28    | 28    | 0     | 0     | 0        | 6     | 14    | 0        | 0           | .300  | 720   | 171.0    | 187      | 13          | 32       | 2     | 6        | 93       | 8     | 3        | 85    | 78       | 4.11     | 1.28    |
| 2011      | SEA       | 21    | 21    | 3     | 0     | 0        | 3     | 12    | 0        | 0           | .200  | 602   | 146.0    | 139      | 7           | 32       | 2     | 9        | 89       | 3     | 1        | 57    | 54       | 3.33     | 1.17    |
| 2011      | DET       | 11    | 10    | 0     | 0     | 0        | 8     | 1     | 0        | 0           | .889  | 273   | 70.1     | 54       | 4           | 5        | 0     | 3        | 57       | 0     | 0        | 19    | 14       | 1.79     | 0.84    |
| '11計     | DET       | 32    | 31    | 3     | 0     | 0        | 11    | 13    | 0        | 0           | .458  | 875   | 216.1    | 193      | 11          | 37       | 2     | 12       | 146      | 3     | 1        | 76    | 68       | 2.83     | 1.06    |
| 2012      | DET       | 26    | 26    | 2     | 1     | 2        | 10    | 10    | 0        | 0           | .500  | 673   | 161.2    | 156      | 15          | 37       | 1     | 7        | 137      | 1     | 0        | 73    | 62       | 3.45     | 1.19    |
| 2013      | DET       | 33    | 32    | 1     | 0     | 1        | 14    | 9     | 0        | 0           | .609  | 881   | 208.2    | 229      | 14          | 44       | 2     | 16       | 159      | 7     | 0        | 91    | 85       | 3.67     | 1.31    |
| 2014      | WSH       | 25    | 25    | 1     | 1     | 0        | 16    | 6     | 0        | 0           | .727  | 662   | 164.0    | 153      | 18          | 24       | 0     | 7        | 98       | 5     | 0        | 52    | 44       | 2.41     | 1.08    |
| 2015      | WSH       | 25    | 15    | 0     | 0     | 0        | 5     | 7     | 1        | 0           | .417  | 449   | 103.0    | 120      | 14          | 24       | 3     | 6        | 63       | 1     | 0        | 56    | 48       | 4.19     | 1.40    |
| 2016      | HOU       | 32    | 32    | 0     | 0     | 0        | 12    | 13    | 0        | 0           | .480  | 779   | 180.1    | 195      | 24          | 62       | 1     | 7        | 115      | 10    | 0        | 98    | 93       | 4.64     | 1.43    |
| 2017      | BOS       | 18    | 15    | 1     | 0     | 0        | 5     | 9     | 0        | 0           | .357  | 392   | 90.1     | 87       | 9           | 38       | 3     | 3        | 83       | 2     | 1        | 55    | 49       | 4.88     | 1.38    |
| 2018      | TEX       | 12    | 12    | 0     | 0     | 0        | 1     | 7     | 0        | 0           | .125  | 289   | 66.0     | 73       | 11          | 19       | 0     | 6        | 40       | 1     | 0        | 40    | 33       | 4.50     | 1.39    |
| MLB：10年 | MLB：10年 | 242   | 226   | 8     | 2     | 3        | 83    | 92    | 1        | 0           | .474  | 5976  | 1422.1   | 1456     | 140         | 332      | 14    | 72       | 970      | 39    | 5        | 655   | 588      | 3.72     | 1.26    |

### 背番号[4]
- 58 （2010年 - 2015年7月、2016年）
- 33 （2015年7月 - 同年終了）
- 38 （2017年 - 2018年）